# Michael Bolton
Michael Bolton (numele de scenă al lui Michael Bolotin; n. 26 februarie 1953, New Haven, Connecticut, SUA) este un cântăreț american, de etnie evreu așkenaz, cunoscut în special pentru melodia When a man loves a woman.